# Haber (Mondkrater)
Haber ist ein Einschlagkrater auf dem Mond.
Er liegt zwischen den Kratern Hermite im Norden, Lovelace im Südwesten und Sylvester im Südosten. Die Wälle sind stark erodiert.
Der Krater wurde am 22. Januar 2009 von der IAU nach dem deutschen Chemiker Fritz Haber benannt.